# Didrik Fløtre
Didrik Knutsen Fløtre (Ålesund, 31 dicembre 1991) è un calciatore norvegese, attaccante dell'Emblem.

## Carriera

### Club

#### Aalesund
Fløtre ha iniziato a giocare da professionista con la maglia dell'Aalesund: il suo esordio in prima squadra è stato datato 4 giugno 2008, durante l'edizione stagionale del Norgesmesterskapet, nel secondo turno contro l'Åsane. Fløtre ha sostituito Trond Olsen nel corso del secondo tempo della sfida, terminata 3-3 alla fine dei tempi regolamentari. Ai supplementari, l'attaccante è andato a segno per sancire il definitivo 4-5 in favore della sua squadra. Quasi un anno dopo, il 6 maggio 2009, ha giocato la prima partita della sua carriera nell'Eliteserien, subentrando ad Alexander Mathisen per giocare gli ultimi venti minuti della sfida contro lo Strømsgodset, conclusasi con una sconfitta per 2-0. Il 16 agosto dello stesso anno ha realizzato la rete della bandiera nella sconfitta casalinga per 1-2 ad opera dell'Odd Grenland. Ha collezionato 2 apparizioni, senza andare in rete, anche nel Norgesmesterskapet 2009, guadagnandosi così la prima medaglia della sua carriera, grazie al successo finale nella competizione da parte dell'Aalesund.
Il 5 agosto 2010 ha debuttato nell'Europa League 2010-2011, giocando parte del secondo tempo della sfida contro il Motherwell, in luogo di Mathisen: gli scozzesi, dopo aver pareggiato in Norvegia per 1-1, si sono imposti in casa per 3-0.

#### Le divisioni minori
Fløtre è passato poi in prestito al Kristiansund dal 1º aprile 2012, per i successivi quattro mesi. Rimasto poi fino a fine stagione, conquistata la promozione, è tornato all'Aalesund. Nel 2013 si è trasferito allo Skarbøvik. Il 25 febbraio 2014, è stato ingaggiato dal Brattvåg. In vista della stagione 2018, si è trasferito all'Emblem.

## Statistiche

### Presenze e reti nei club
Statistiche aggiornate al 14 marzo 2018.
| Stagione        | Club            | Campionato      | Campionato | Campionato | Coppe nazionali | Coppe nazionali | Coppe nazionali | Coppe continentali | Coppe continentali | Coppe continentali | Supercoppe | Supercoppe | Supercoppe | Totale | Totale |
| Stagione        | Club            | Comp            | Pres       | Reti       | Comp            | Pres            | Reti            | Comp               | Pres               | Reti               | Comp       | Pres       | Reti       | Pres   | Reti   |
| --------------- | --------------- | --------------- | ---------- | ---------- | --------------- | --------------- | --------------- | ------------------ | ------------------ | ------------------ | ---------- | ---------- | ---------- | ------ | ------ |
| 2008            | Aalesund        | ES              | 0          | 0          | CN              | 1               | 1               | -                  | -                  | -                  | -          | -          | -          | 1      | 1      |
| 2009            | Aalesund        | ES              | 4          | 1          | CN              | 2               | 0               | -                  | -                  | -                  | -          | -          | -          | 6      | 1      |
| 2010            | Aalesund        | ES              | 2          | 0          | CN              | 1               | 0               | UEL                | 1                  | 0                  | SN         | -          | -          | 4      | 0      |
| 2011            | Aalesund        | ES              | 1          | 0          | CN              | 1               | 0               | UEL                | 3                  | 0                  | -          | -          | -          | 5      | 0      |
| mar. 2012       | Aalesund        | ES              | 0          | 0          | CN              | -               | -               | UEL                | -                  | -                  | -          | -          | -          | 0      | 0      |
| Totale Aalesund | Totale Aalesund | Totale Aalesund | 7          | 1          |                 | 5               | 1               |                    | 4                  | 0                  |            | 0          | 0          | 16     | 2      |
| 2012            | Kristiansund    | 2D              | ?          | ?          | CN              | -               | -               | -                  | -                  | -                  | -          | -          | -          | ?      | ?      |
| 2013            | Skarbøvik       | 2D              | 20         | 6          | CN              | 1               | 0               | -                  | -                  | -                  | -          | -          | -          | 21     | 6      |
| 2014            | Brattvåg        | 3D              | 18         | 13         | CN              | 2               | 1               | -                  | -                  | -                  | -          | -          | -          | 20     | 14     |
| 2015            | Brattvåg        | 3D              | 24         | 14         | CN              | 3               | 1               | -                  | -                  | -                  | -          | -          | -          | 27     | 15     |
| 2016            | Brattvåg        | 2D              | 18         | 2          | CN              | 1               | 0               | -                  | -                  | -                  | -          | -          | -          | 19     | 2      |
| 2017            | Brattvåg        | 3D              | 17         | 2          | CN              | 0               | 0               | -                  | -                  | -                  | -          | -          | -          | 17     | 2      |
| Totale Brattvåg | Totale Brattvåg | Totale Brattvåg | 77         | 31         |                 | 6               | 2               |                    | -                  | -                  |            | -          | -          | 83     | 33     |
| 2018            | Emblem          | 4D              | 0          | 0          | CN              | 0               | 0               | -                  | -                  | -                  | -          | -          | -          | 0      | 0      |
| Totale          | Totale          | Totale          | 104+       | 38+        |                 | 12+             | 3+              |                    | 4                  | 0                  |            | -          | -          | 120+   | 41+    |

## Palmarès

### Club

#### Competizioni nazionali
- Coppa di Norvegia: 2

Aalesund: 2009, 2011